# Leo Greiml
Leo Greiml (Horn, 3 luglio 2001) è un calciatore austriaco, difensore del NAC Breda.

## Caratteristiche tecniche
È un difensore centrale.

## Carriera

### Club
Cresciuto nel settore giovanile del Rapid Vienna, debutta in prima squadra il 30 maggio 2019 giocando l'incontro di Bundesliga austriaca perso 2-1 contro lo Sturm Graz.

### Nazionale
Ha giocato con le nazionali giovanili austriache Under-16, Under-17, Under-18 ed Under-21.

## Statistiche
Statistiche aggiornate al 18 aprile 2021.

### Presenze e reti nei club
| Stagione               | Squadra                | Campionato             | Campionato | Campionato | Coppe nazionali | Coppe nazionali | Coppe nazionali | Coppe continentali | Coppe continentali | Coppe continentali | Altre coppe | Altre coppe | Altre coppe | Totale | Totale | Totale |
| Stagione               | Squadra                | Comp                   | Pres       | Reti       | Comp            | Pres            | Reti            | Comp               | Pres               | Reti               | Comp        | Pres        | Reti        | Pres   | Reti   |        |
| ---------------------- | ---------------------- | ---------------------- | ---------- | ---------- | --------------- | --------------- | --------------- | ------------------ | ------------------ | ------------------ | ----------- | ----------- | ----------- | ------ | ------ | ------ |
| 2018-2019              | Rapid Vienna II        | RL                     | 21         | 0          |                 | -               | -               |                    | -                  | -                  |             | -           | -           | 21     | 0      |        |
| 2019-2020              | Rapid Vienna II        | RL                     | 14         | 0          |                 | -               | -               |                    | -                  | -                  |             | -           | -           | 14     | 0      |        |
| Totale Rapid Vienna II | Totale Rapid Vienna II | Totale Rapid Vienna II | 35         | 0          |                 | -               | -               |                    | -                  | -                  |             | -           | -           | 35     | 0      |        |
| 2018-2019              | Rapid Vienna           | BL                     | 1          | 0          | CA              | 0               | 0               | UEL                | 0                  | 0                  |             | -           | -           | 1      | 0      |        |
| 2019-2020              | Rapid Vienna           | BL                     | 9          | 0          | CA              | 0               | 0               |                    | -                  | -                  |             | -           | -           | 9      | 0      |        |
| 2020-2021              | Rapid Vienna           | BL                     | 21         | 0          | CA              | 2               | 0               | UCL+UEL            | 2+2                | 0                  |             | -           | -           | 27     | 0      |        |
| 2021-2022              | Rapid Vienna           | BL                     | 11         | 0          | CA              | 1               | 0               | UCL+UEL            | 1+7                | 0+1                |             | -           | -           | 20     | 1      |        |
| Totale Rapid Vienna    | Totale Rapid Vienna    | Totale Rapid Vienna    | 42         | 0          |                 | 3               | 0               |                    | 12                 | 1                  |             | -           | -           | 57     | 1      |        |
| 2022-2023              | Schalke 04 II          | R                      | 8          | 0          |                 | -               | -               |                    | -                  | -                  |             | -           | -           | 8      | 0      |        |
| 2022-2023              | Schalke 04             | BL                     | 7          | 0          | CG              | 0               | 0               |                    | -                  | -                  |             | -           | -           | 7      | 0      |        |
| 2023-2024              | Schalke 04             | 2.B                    | 0          | 0          | CG              | 0               | 0               |                    | -                  | -                  |             | -           | -           | 0      | 0      |        |
| Totale carriera        | Totale carriera        | Totale carriera        | 92         | 0          |                 | 3               | 0               |                    | 12                 | 1                  |             | -           | -           | 107    | 1      |        |